# 庫利基夫卡
51°22′29″N 31°38′37″E / 51.37472°N 31.64361°E
庫利基夫卡（烏克蘭語：Куликівка），亦译为库利科夫卡，是烏克蘭北部切爾尼戈夫州切爾尼戈夫區库利基夫卡市镇的市級鎮及其行政中心。曾是原庫利基夫卡區的区府。始建於1650年，面積65.33平方公里，2011年人口5,567，人口密度每平方公里85.21人。